# Freycinetia polystachya
Freycinetia polystachya är en enhjärtbladig växtart som beskrevs av Ugolino Martelli. Freycinetia polystachya ingår i släktet Freycinetia och familjen Pandanaceae.
Artens utbredningsområde är Filippinerna. Inga underarter finns listade.